# John Ford (libro)
John Ford es un libro escrito en inglés en 1967 por el crítico e historiador cinematográfico Peter Bogdanovich acerca del director de cine estadounidense que da nombre a la obra. Es un texto considerado clásico e imprescindible para el estudio de la personalidad y obra de John Ford, ampliamente citado por obras posteriores sobre la misma temática.

## Inicio
En 1964, Bogdanovich realizó una visita de varios días al lugar donde John Ford estaba filmando Cheyenne Autumn, una de sus últimas películas. Tuvo la oportunidad de hablar con los integrantes del rodaje y observar este directamente y sin cortapisas. Como resultado de dicha labor, escribió un artículo titulado «The Autumn of John Ford» («El otoño de John Ford») que publicó la revista Esquire en abril del mismo año.
En 1966, Bogdanovich realizó una amplia entrevista a Ford en la que ambos repasaron los orígenes familiares del director de Maine, sus inicios en el mundo del cine y su filmografía. El encuentro se prolongó a lo largo de siete días del verano y el otoño de dicho año en la casa que Ford tenía en Bel Air y, a pesar de la tradicional resistencia del director a ofrecer información a críticos y periodistas, permitió obtener algunos interesantes comentarios. Como resultado de todo ello, Bogdanovich publicó el libro en 1967.

## Estructura
La primera parte del libro reelabora el material ya tratado en el artículo de Esquire con el título «Me llamo John Ford, hago películas del oeste». En ella, el autor describe el reciente rodaje de Cheyenne Autumn de una manera tan mítica como si hablara de alguna de las muchas películas más antiguas de Ford, e incluye declaraciones de algunos de los colaboradores del director. El relato está repleto de ideas cinematográficas, como la del ayudante que interpretaba música durante la filmación. El estudioso español Eduardo Torres-Dulce considera que es un ensayo inestimable por el retrato impresionista que ofrece del director y de su trabajo a través de los comentarios de actores, técnicos y otras personas involucradas en el rodaje de la película.

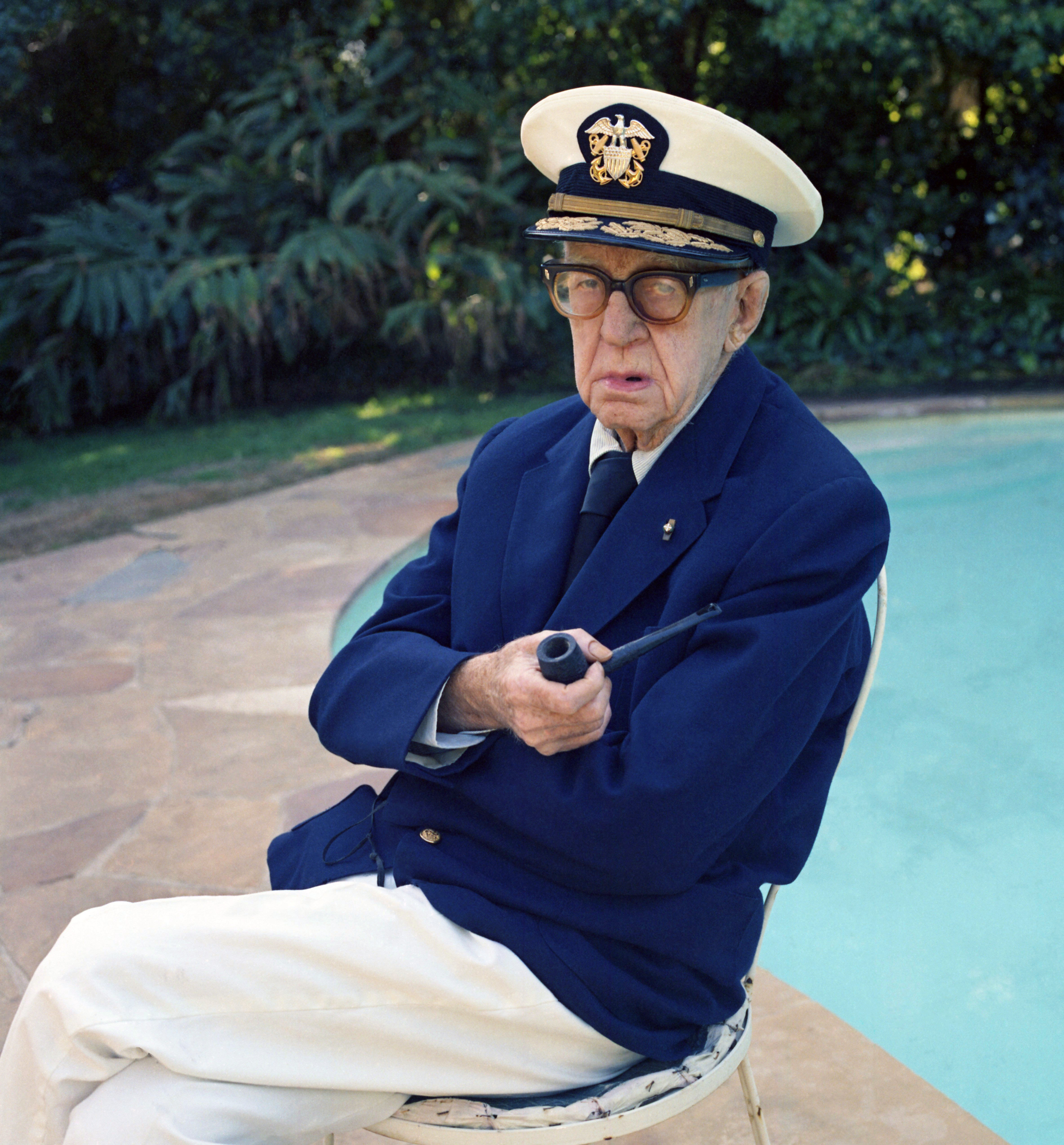
La parte principal del libro es una larga entrevista con John Ford

La segunda parte se titula «Poeta y comediante». Es un estudio acerca de la personalidad del director en el que se entremezclan las opiniones del escritor con las del propio biografiado y se repasan algunos momentos de su carrera cinematográfica. El título se debe a Orson Welles, gran admirador de Ford. Torres-Dulce opina que es uno de los mejores ensayos escritos acerca del director de Maine y su obra.
La tercera parte es la amplia entrevista realizada en 1966, ahora titulada «Un trabajo que hacer». Es la parte fundamental del libro. En ella se aprecia que Bogdanovich formula las preguntas con el interés de un cinéfilo mientras que Ford responde con parquedad. El director no presume de calidad ni de autoría, sino que se limita a relatar anécdotas y detalles curiosos restando trascendencia a su trabajo. Una de las historias, por ejemplo, es la de que Ford conoció personalmente a Wyatt Earp, quien supuestamente le había contado como sucedió el famoso duelo en O.K. Corral, de forma que el director lo reflejó tal y como fue en su película Pasión de los fuertes (My Darling Clementine, 1946). Más técnico es su comentario de que en La legión invencible (She Wore a Yellow Ribbon, 1949) intentó imitar el estilo de Frederic Remington. No obstante, a pesar de su resistencia, Ford llega a aceptar el concepto de Bogdanovich de «gloria en la derrota» y que la puerta que se cierra delante de Ethan Edwards al final de The Searchers puede significar que este es un solitario que no podrá formar parte de una familia. También le reprocha al entrevistador su supuesta ingenuidad al no comprender que el personaje interpretado por Anne Bancroft en Siete mujeres se sacrifique por sus compañeras debido a su condición de médico.
Después viene una amplia filmografía que ocupa casi la mitad de las páginas del libro. Incluye no solo la ficha técnica y artística sino también una breve sinopsis de cada filme.
Finalmente, hay un apartado de fotografías perfectamente seleccionadas aunque pobremente presentadas.

## Ediciones
El libro fue publicado originalmente en inglés en 1967 en Londres por Movie Magazine Limited y Studio Vista. Al año siguiente fue publicado en los Estados Unidos por University of California Press, de Berkeley. Existe una versión en español de Editorial Fundamentos del año 1971, reeditada con posterioridad en 1983.
Tras la muerte de Ford, Bogdanovich publicó en 1978 una segunda revisión revisada en la que añadió otros dos ensayos. El primero se titula «Introduction: A Meeting At Monument Valley» y en él expone sus recuerdos acerca del rodaje de Cheyenne Autumn. El segundo se titula «Taps» y recoge brevemente los recuerdos del autor acerca de Ford durante los últimos años de la vida del director. Estos capítulos no fueron incorporados a la edición española de Fundamentos.
En 2018, la editorial española Hatari Books lanzó una nueva edición en español. En ella se amplía el texto con dos nuevos capítulos: «Encuentro en Monument Valley» y «Un toque de silencio», que no figuraban en las anteriores ediciones de Fundamentos. Además, el libro cuenta con gran cantidad de ilustraciones.

## Trascendencia
Aunque no se trata de la obra más completa sobre Ford y su filmografía, el libro se ha convertido en un clásico sobre dicha temática. Permite comprobar la resistencia del director a ofrecer explicaciones sobre su propio trabajo cinematográfico, jugando con el entrevistador. Ha sido valorado como una obra de lectura amena que permite conocer de primera mano la personalidad del maestro de origen irlandés y que cada lector saque sus propias conclusiones. Torres-Dulce considera que es una obra «magnífica» y la considera «conmovedora» y «excelentemente escrita».